# Tilman Achtnich
Tilman Achtnich (* 1954) ist ein deutscher Hörfunk- und Fernsehjournalist sowie Dokumentarfilmer.

## Leben und Wirken
Achtnich studierte Geologie in Würzburg und Innsbruck. Nach einem Volontariat arbeitete er ab 1982 zunächst für den Hörfunk, ab 1985 auch als Moderator verschiedener Magazinsendungen für das Fernsehen des SDR (später SWR). Er drehte zahlreiche Features und Dokumentationen für die ARD, die Dritten Fernsehprogramme und arte zu Themen aus Wirtschaft und Wissenschaft. 2002 erhielt er einen Ernst-Schneider-Preis in der Kategorie Fernsehen. Gemeinsam mit Hanspeter Michel wurde er 2018 für den Film Spiel ohne Grenzen mit dem Helmut-Schmidt-Journalistenpreis ausgezeichnet.

## Filmografie
Quelle: IMDb
Regie:
- 1990: Zeichen der Zeit, Episode Deutschland erwache!
- 2005–07: Patente & Talente, 6 Episoden
- 2006: Geld regiert die Welt
- 2007: Betrifft, Episode Ich will sehen...
- 2009: Waren Haare – Das weltweite Geschäft mit der Schönheit
- 2013: Drama am Gipfel
- 2016: Die Story, Episode Im Land der Lügen...

Drehbuch:
- 1990: Zeichen der Zeit, Episode Deutschland erwache!
- 2007: Betrifft, Episode Ich will sehen...
- 2013: Drama am Gipfel
- 2015: Nano – Die Welt von Morgen, eine Episode
- 2016: Die Story, Episode Im Land der Lügen...
- 2016–17: Auto-Ikonen, drei Episoden